# Stor-Hundskäret
Stor-Hundskäret is een Zweeds eiland behorend tot de Lule-archipel. Het eiland ligt ten zuidwesten van het eiland Halsön. Het heeft geen vaste oeververbinding. Op het eiland staat een aantal zomerhuisjes.